# Конья-Льон
Конья́-Льон (фр. Cognat-Lyonne) — коммуна во Франции, находится в регионе Овернь. Департамент коммуны — Алье. Входит в состав кантона Эскюроль. Округ коммуны — Виши.
Код INSEE коммуны — 03080.

## Население
Население коммуны на 2008 год составляло 636 человек.
| 1962 | 1968 | 1975 | 1982 | 1990 | 1999 | 2008 |
| ---- | ---- | ---- | ---- | ---- | ---- | ---- |
| 456  | 488  | 501  | 474  | 556  | 547  | 636  |

## Экономика
В 2007 году среди 399 человек в трудоспособном возрасте (15—64 лет) 301 были экономически активными, 98 — неактивными (показатель активности — 75,4 %, в 1999 году было 75,5 %). Из 301 активных работали 275 человек (151 мужчина и 124 женщины), безработных было 26 (6 мужчин и 20 женщин). Среди 98 неактивных 34 человека были учениками или студентами, 36 — пенсионерами, 28 были неактивными по другим причинам.

## Достопримечательности
- Романская церковь Сент-Радегонд XII века. Исторический памятник.
- Шато Льон XVIII века, окружено большим парком с вековыми деревьями.
- Замок Рилья